# أرماندو ريسكو
أرماندو ريسكو (بالإنجليزية: Armando Riesco)‏ هو ممثل ومؤدي صوتي بورتوريكي ولد بتاريخ 5 ديسمبر 1977 في ماياجويز.

## أعماله
ظهر في عدة أعمال منها قيامه بالأداء الصوتي في لعبة جراند ثيفت أوتو سان أندرياس لشخصية الشرطي «جيمي هيرناندز» ومثل أيضا في فيلم الكنز الوطني.

## وصلات خارجية
- أرماندو ريسكو على موقع IMDb (الإنجليزية)
- أرماندو ريسكو على موقع روتن توميتوز (الإنجليزية)
- أرماندو ريسكو على موقع قاعدة بيانات الفيلم (الإنجليزية)

صفحته على IMDb